# Хэшэнь
Ньохуру Хэшэнь (маньчж. , кит. трад. 鈕祜祿·和珅, пиньинь Niǔhùlù Héshēn, 1750—1799) — маньчжурский государственный деятель эпохи Цин. Происходил из влиятельного клана Нюхуру, относящемуся к Красному знамени. Став фаворитом императора Цяньлуна и женив своего сына на дочери императора, в 1790—1799 годах являлся фактическим правителем государства. Считается величайшим коррупционером в китайской истории.

## Биография
Родился в семье потомственного офицера-маньчжура, и рано осиротел, вместе с младшим братом подвергаясь притеснениям мачехи. Был зачислен в привилегированную школу для маньчжурских недорослей, отличался в учении и был хорошим знатоком как маньчжурского, так и китайского языка. В 1772 году был отобран в отряд императорских телохранителей и попал в Запретный город.
Отличаясь приятной внешностью, Хэшэнь обратил на себя внимание императора, когда служил в почётном карауле. Проявив находчивость и образованность, Хэшэнь вошёл в личную охрану государя, и начал карьерный рост. За год он получил должность заместителя министра налогов, и ещё через два месяца удостоен поста императорского секретаря, и стал главой Департамента императорского двора, куда обычно назначали заслуженных и проверенных чиновников. В 1777 году (в возрасте 27 лет) Хэшэнь получил право въезжать в Запретный город верхом, которое обычно присуждалось заслуженным сановникам пожилого возраста. В 1778 году назначен директором Пекинской таможни, каковую должность занимал 8 лет, хотя обыкновенно её давали на год. В 1780 году назначен министром налогов, и вошёл в состав Императорского совета, что сделало подконтрольными лично ему финансы всей империи. В некоторые годы он совмещал до 20 высших государственных постов. В 1784 году был назначен министром чинов, в 1786 году — канцлером. В 1790 году женил своего сына Фэншэнь Иньдэ (кит. 丰紳殷德, 1775—1810) на 10-й дочери императора — Хэсяо (кит. 和孝). После этого Хэшэнь обрёл практически ничем не ограниченную власть, поскольку император игнорировал все жалобы, и всё более и более отстранялся от государственных дел. Хэшэнь торговал должностями и титулами, присваивал подарки императору, удерживал в свою пользу средства, направляемые на подавление крестьянских восстаний.
После кончины императора Цяньлуна 7 февраля 1799 года, Хэшэнь был арестован по приказу нового императора Цзяцин и приговорён к смертной казни. Однако 22 февраля ему было дозволено совершить самоубийство путём повешения.

### Масштабы коррупции
За 24 года государственной карьеры Хэшэнь составил колоссальное состояние. После смерти Хэшэня в описи конфискованного у него имущества значилось: 3000 комнат в особняках и поместьях (в старой китайской архитектуре отдельное помещение чаще всего занимало отдельную постройку), в том числе дворец Гунванфу, 800 000 му земли (32 км²), 42 меняльные конторы, 75 ломбардов с общим капиталом 70 000 000 лянов. Наличных денег: 60 000 лянов медных позолочённых слитков, 100 больших слитков золота (в 1000 лян каждый), 56 600 средних слитков серебра (по 100 лян каждый), 9 000 000 маленьких серебряных слитков (по 10 лян), 58 000 фунтов разной иностранной монеты, 1 500 000 медных монет (чохов), 600 фунтов лучшего жэньшэня, 1200 кусков нефрита, 230 жемчужных нитей (жемчуг размером с вишню), 10 жемчужин размером с мелкий абрикос, 10 крупных рубинов, 40 крупных сапфиров — оценить их не удалось, золотой столовый сервиз из 4 288 предметов. Кроме того — 11 кораллов в метр высотой каждый, 14 300 рулонов тонкого шёлка, 20 000 шкурок каракуля, 550 лисьих шкурок, 850 — енотовых, 56 000 овчин разной выделки. В гардеробе насчитали 7000 костюмов для всех времён года. В доме Хэшэня находилось 361 000 бронзовых изделий, 100 000 фарфоровых, 24 ложа из золота с инкрустацией самоцветами, 460 европейских часов. Кроме того — 606 рабов и 600 женщин в гареме. Всё это оценивалось в сумму, сопоставимую с доходами государства за 8 лет.